# Mocella spelaeus
Mocella spelaeus är en snäckart som först beskrevs av Frank Climo 1971.  Mocella spelaeus ingår i släktet Mocella och familjen Charopidae. Inga underarter finns listade i Catalogue of Life.